# Death/doom
Death/doom (jinak také death-doom nebo deathdoom) je subžánr extrémního heavy metalu. Kombinuje pomalé tempo a pesimistické nebo depresivní nálady doom metalu s hlubokým growlingem a deathmetalovými bicími s dvojitými basovými bubny. Žánr vznikl uprostřed 80. let a popularitu si získal během 90. let, ale stal se méně známým po přelomu 21. století. Death/doom má společné prvky s funeral doomem, stejně jako s více melodickým gotického metalu.

## Kapely
- Anathema (Spojené království)
- Paradise Lost (Spojené království)
- My Dying Bride (Spojené království)[2]